# Langouet
Langouet (bret. Langoed) – miejscowość i gmina we Francji, w regionie Bretania, w departamencie Ille-et-Vilaine.
Według danych na rok 1990 gminę zamieszkiwały 454 osoby, a gęstość zaludnienia wynosiła 65 osób/km² (wśród 1269 gmin Bretanii Langouet plasuje się na 855. miejscu pod względem liczby ludności, natomiast pod względem powierzchni na miejscu 949.).